# GAVIアライアンス
Gaviアライアンス（Gavi, the Vaccine Alliance）は、子どもの予防接種プログラムの拡大を通じて、世界の子どもの命を救い、人々の健康を守ることをミッションとしたアライアンス（同盟）であり、民間セクター、公共セクターがともに参加する革新的なメカニズムである。ワクチンと予防接種のための世界同盟（Global Alliance for Vaccines and Immunization）より改称。（日本語でギャビと読む）
事務局はスイスのジュネーブにあり、アメリカのワシントンD.C.にも革新的資金調達を主業務とする事務所がある。現理事会議長はンコジ・オコンジョ＝イウェアラ氏（元ナイジェリア財務大臣）。現事務局長（CEO）はセス・バークレー氏（米国ニューヨーク出身、医学博士、疫学者）。上級資金調達官は北島千佳氏（日本国熊本県出身、JPOとしてユニセフで勤務後、2011年より現職）。重要な意思決定は、毎年2回の理事会で行われる。

## アライアンス
- 政府（ドナー国および開発途上国）
- 先進国・開発途上国のワクチン業界
- 世界保健機関（WHO）
- 国際連合児童基金（UNICEF）
- 世界銀行グループ
- ビル&メリンダ・ゲイツ財団
- 研究機関
- 技術協力機関
- 非政府組織（NGO）
- 財団（スペインのラ・カイシャ財団など）

Gaviアライアンスは、毎年ダボスで開催されている世界経済フォーラムの2000年の年次総会で設立された。開発途上国・ドナー国政府、世界保健機関、UNICEF、世界銀行、先進国及び開発途上国のワクチン業界、研究機関、技術協力機関、国際NGO、ビル&メリンダ・ゲイツ財団がそのパートナーとなった。2011年より日本政府もGaviを支援するドナーに加わった。
Gaviの主な活動は
1. 予防接種のための資金調達
2. 支援国に対するワクチン支給
3. ワクチン市場の形成
4. 予防接種を支える保健システムの強化

である。Gaviが支援するのは一人当たり国民総所得（GNI）が年間1,500米ドル未満の国々で、2010年には73カ国、2011年には9月現在で57カ国が支援を受けた。
Gaviは「2015年までに5歳未満児の死亡率を3分の2減少させる（3分の1にする）こと」を目標とするミレニアム開発目標4（MDG-4）の達成に極めて重要と考えている。
世界では毎年1000万人の子どもが5歳の誕生日を迎える前に死亡し、このうちの4分の1にあたる250万人は、ワクチン接種によって予防可能な感染症によって死亡している。
2019年にラスカー・ブルームバーグ公益事業賞、2020年にアストゥリアス皇太子賞国際協力部門をそれぞれ受賞した。

## 予防接種のための国際金融ファシリティ（IFFIm）

### IFFImの仕組みと現状
予防接種のための国際金融ファシリティ/The International Finance Facility for Immunisation（IFFIm）は、英国が提唱したGAVIの資金調達のためのメカニズム。2006年に設立された。IFFImの財務基盤は、ドナー各国（英、仏、伊、西、ノルウェー、ス ウェーデン、ブラジル、南ア）政府からの取り消し不能で法的に拘束力を有する寄付金の支払によって構成される。これに基づきIFFImは、国際金融市場において債券（ワクチン債）を発行して資金を調達する。IFFImの資金は貸付金ではなく寄付金としてGAVIを通じて世界の開発途上国へ提供される。つまり、ドナー国による将来の政府開発援助（ODA）を担保に、前倒しでIFFImが国際金融市場を通じて資金調達することを意味する。IFFImの初回債である10億米ドルの債券は2006年11月に発行された。推算によると、10年間に予想されるIFFImによる40億米ドルの投資により、新たに5億人へ予防接種を提供し、1000万人の死亡を防ぐことが期待されている。
なお、日本では大和証券グループを中心として、南アフリカ共和国のランドやオーストラリアドル建てのワクチン債が販売されている。

### IFFImへの批判
IFFImには、主に2つの問題点が指摘されている。
1. ODAを前倒しして資金調達を行っているとの考え方もあり、MDGsの期限である2015年以降のODAが急減する恐れが指摘されている。しかしながら、各国政府のIFFImへの寄付金の誓約は、ODAとは独立した形で法的拘束力のある協定に基づいて行われているため、ODAの削減がIFFImへの寄付金に直接影響するとは考えにくい
2. 既存の援助機関の活動と重複すること

そのため、G8諸国では、提案国である英国のほか、仏、伊が支持を表明する一方、日、米、加は参加に慎重な姿勢をとっている。